# Margarethenried
Margarethenried ist ein nördlich gelegener Ortsteil der bayerischen Gemeinde Hörgertshausen im Landkreis Freising.

## Geschichte

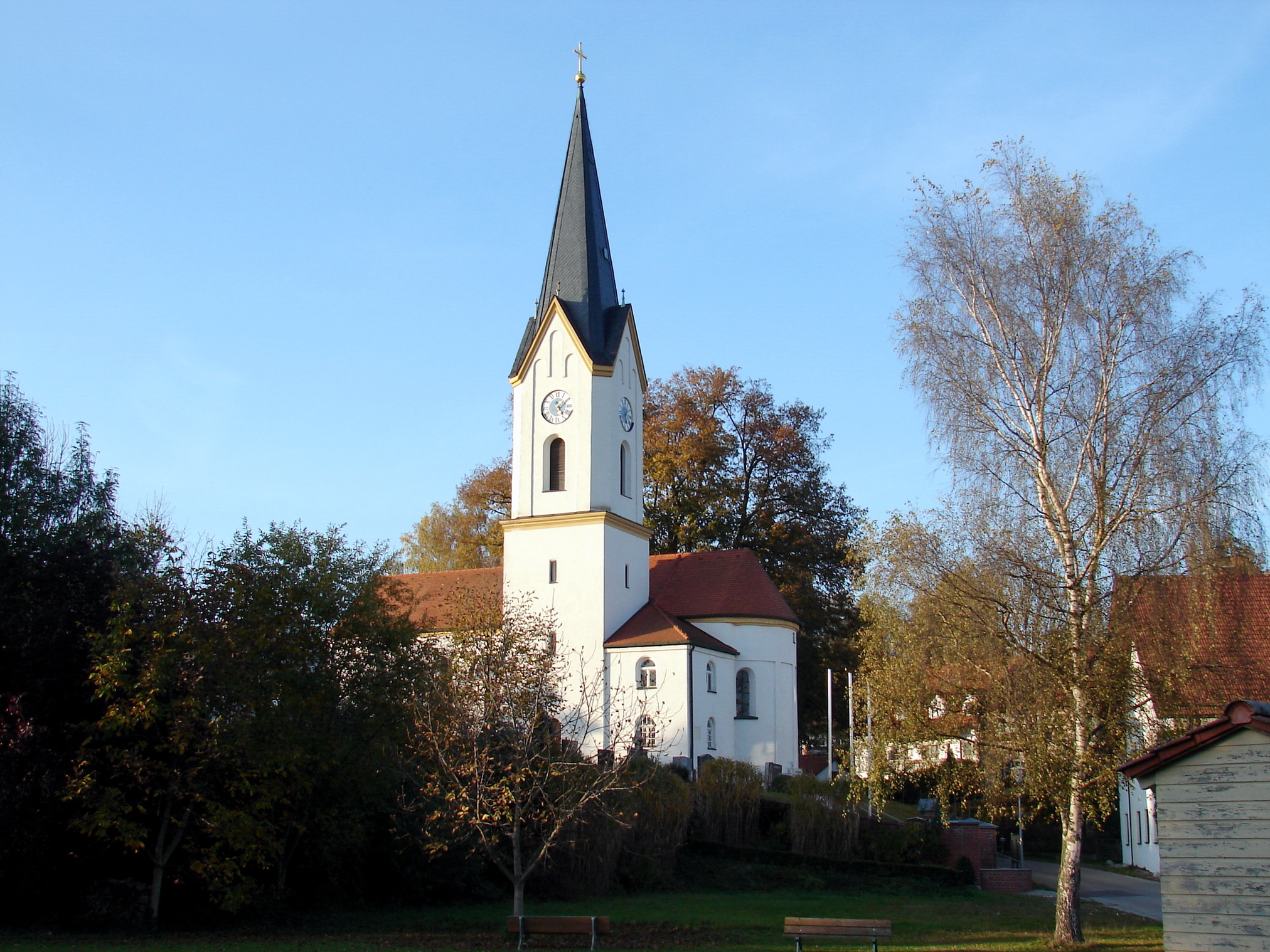
Margarethenried Katholische Pfarrkirche St. Margareth

Ried wurde das erste Mal 1078 als Schenkung an das Domkapitel Freising urkundlich erwähnt. Erst um 1220 wird der Ort erstmals als Margarethenried urkundlich erwähnt. Seit 1315 wird Margarethenried als eigenständige Pfarrei genannt. Von 1450 bis 1818 wurde das Dorf für den militärischen Selbstschutz und die Einziehung der Landessteuern durch die Obmannschaft Schergenöd, die ihrerseits dem Landgericht Moosburg unterstand, verwaltet. Die Obmannschaft wurde im Zuge der Verwaltungsreformen in Bayern 1818 in die Gemeinde Margarethenried umgewandelt.
Am 1. Mai 1978 wurde die Gemeinde Margarethenried im Zuge der Gebietsreform aufgelöst und das Gebiet mit den Ortsteilen Besenried, Gröben, Grub, Höfl, Hub, Hufnagelreuth, Kehrer am Biber, Kimoden, Limmer zu den Linden, Niederschönbuch, Öd, Oberschönbuch, Schergenöd und Wildenreuth ging in den Gemeinden Hörgertshausen, Gammelsdorf und Mauern auf.
Internationale Aufmerksamkeit erhielt der Ort kurzzeitig als sich Ende der 1970er Jahre ein Osho-Ashram am Ortsrand befand und Menschen aus ganz Europa den Ort besuchten.

### Einwohnerentwicklung
Die Bevölkerung von Margarethenried hat sich seit 1877 wie folgt entwickelt:
| Jahr | Einwohner |
| ---- | --------- |
| 1877 | 66        |
| 1928 | 50        |
| 1952 | 77        |
| 1978 | 84        |
| 1987 | 94        |

## Politik

### Bürgermeister
Eine Auflistung der Bürgermeister und Gemeindevorsteher der Gemeinde Margarethenried von 1835 bis 1978.
| Name                  | von  | bis  |
| --------------------- | ---- | ---- |
| Simon Härtl           | 1835 |      |
| Brunner               | 1840 | 1841 |
| Sittenauer            | 1842 |      |
| Gebendorfer           | 1848 | 1850 |
| Sittenauer            | 1853 |      |
| Wagensonner           | 1854 | 1956 |
| Mayr                  | 1860 |      |
| Wagensonner           | 1865 | 1866 |
| Schranner             | 1867 |      |
| Sittenauer            | 1868 | 1869 |
| Josef Steiger         | 1869 | 1905 |
| Franz Xaver Selmair   | 1905 | 1922 |
| Sylvester Freiberger  | 1922 | 1925 |
| Georg Deliano         | 1925 | 1929 |
| Sylvester Sittenauer  | 1929 | 1937 |
| Michael Scheckenhofer | 1938 | 1943 |
| Georg Rank            | 1943 | 1945 |
| Ludwig Sittenauer     | 1945 | 1953 |
| Michael Scheckenhofer | 1954 | 1966 |
| Anton Pregler         | 1966 | 1978 |

## Kultur und Sehenswürdigkeiten

### Vierlärchenberg

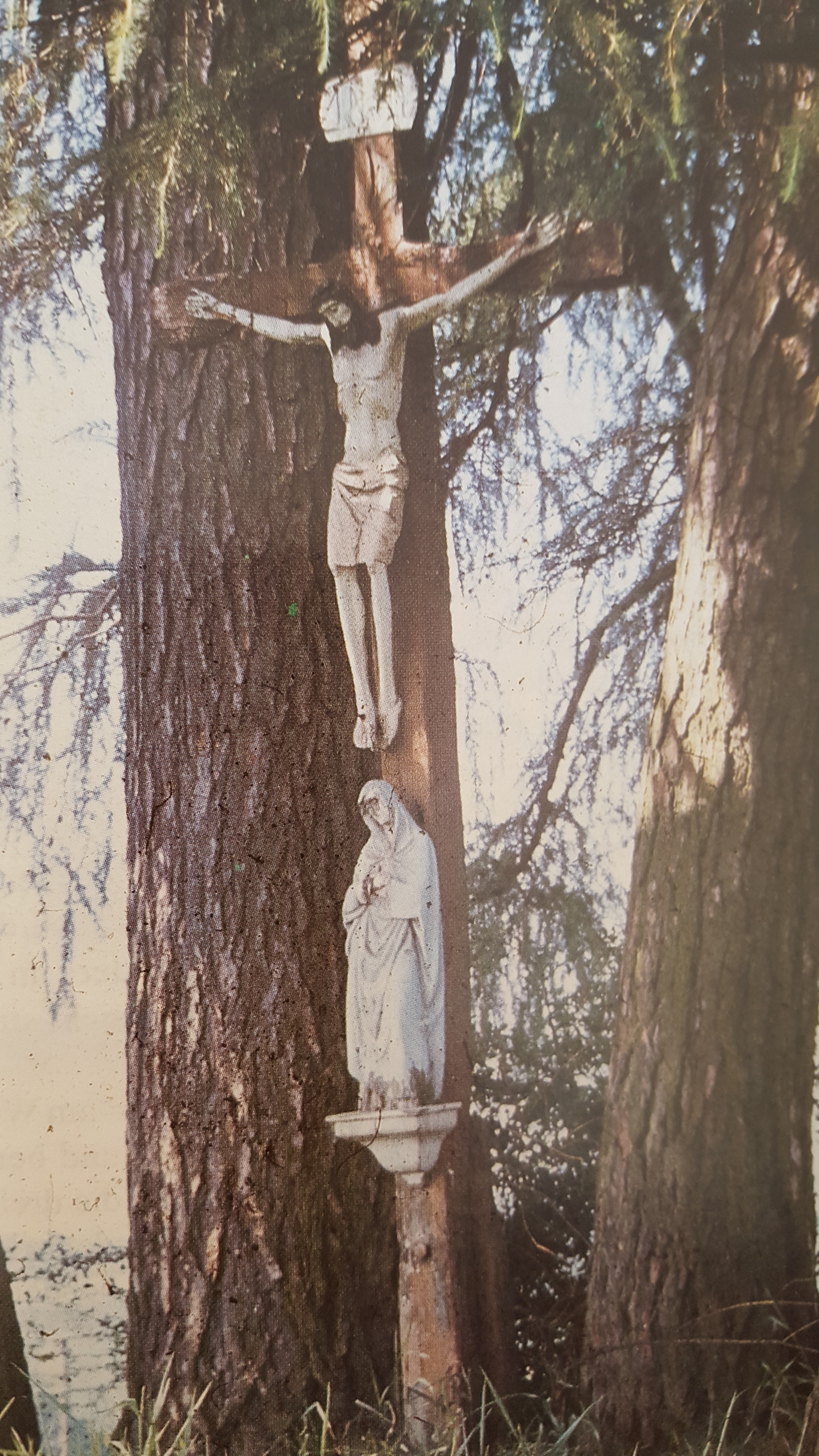
Kreuz auf dem Vierlärchenberg

1850 wurde am Weißen Sonntag auf dem sogenannten Wein oder Sielstettenerberg, in nördlicher Richtung, oberhalb des Dorfes ein Kreuz errichtet. Es steht auf dem Platz „die Drei Bauern“ an dem der Sage nach drei Landwirte während des Schwedenkrieges erschlagen worden sein sollen. 1980 wurde das Kreuz wegen Diebstahlgefahr entfernt.
Im Zweiten Weltkrieg befand sich auf der Vierlärchenberg eine Flugaufklärungsstellung der Luftwaffe.

### Weitere Sehenswürdigkeiten
- Pfarrkirche St. Margareth: Im Kern wohl mittelalterlicher Saalbau mit Apsis, Chorflankenturm von 1882 und angefügter zweigeschossiger Sakristei, barocker Ausbau 1709[4]

Siehe auch → Liste der Baudenkmäler in Hörgertshausen

## Vereine
- Freiwillige Feuerwehr Margarethenried
- Krieger und Soldatenverein Margarethenried
- Landjugend Margarethenried
- Dorfzwergerl (Kinderbetreuung in Hörgertshausen und Margarethenried)[5]